# Джон Стамп
Джон Артур Стамп (24 березня 1944, Канзас-Сіті — 20 січня 2006, Глендейл) — американський композитор і музикант. Він набув міжнародної слави після смерті своїми художніми композиціями: це «незвучна» музика з неймовірними анотаціями та часом, але приємна для очей, справжні витвори мистецтва; Серед них повітряний і смертельний вальс Феї (Faerie´s aire and death waltz).

## Біографія
Батьками Джона були Гомер і Мілдред Стамп. Він виріс у Лейквуді, штат Каліфорнія, де вивчав композицію та оркестровку в коледжі міста Лонг-Біч. Відвідував Каліфорнійський державний університет Лонг-Біч, де грав на валторні в оркестрі під керівництвом Аарона Копленда. Був великим шанувальником багатьох гуртів (Beach Boys, The Carpenters, Olivia Newton-John, Go-Go's), але не більше ніж The Beatles. Він навіть подав виправлення до збірки нот «The Compleat Beatles» початку 1980-х років, оскільки він досконально знав пісні та ноти. Джон любив «The Beatles», а його улюбленим виконавцем був його тезка Джон Леннон.

## Цікаві факти
Новини про життя Стампа мізерні й надходять здебільшого від Грега Стампа, племінника Джона, який після похорону свого дядька зацікавився деякими нотами, знайденими його родиною в маєтку чоловіка, включно з тим, що зараз є його найвідомішою композицією, Fairy Air and Death Waltz (на честь Зденко Г. Фібіча), сатиричною пародією, яку не можна грати, відомою по інтернету. На нотах присутні нотатки: «звільнити пінгвінів», «як дирижабль» і «дует Гонг» та інші.
Грег не здивований тим фактом, що його дядько написав такий музичний твір, але здивувався, коли йому розповів студент музичного університету, який вивчав музику і згадав, що бачив його раніше на рекламному щиті інституту, де він навчався у Вашингтоні. Це бачили й інші друзі-музиканти. Шукаючи в Інтернеті, він знайшов посилання, похвали, імітації та запитання про те, ким був таємничий Джон Стамп; Він виявив, що його дядько вже став справжньою легендою, і вирішив розмістити кілька нотаток про композитора у своєму блозі.
За словами Грега Стампа, Джон був дуже сором'язливою людиною, ймовірно, через зайву вагу. Однак він також відчував, що його дядько мав певну зневагу до суспільства, «ніби йому було байдуже, що про нього думають люди, але для тих, хто його знав, він був смішним і розумним чоловіком».